# مهندسی بافت
مهندسی بافت (به انگلیسی: Tissue engineering) به‌عنوان بخشی از دانش زیست‌فناوری، به‌طور عام به معنی توسعه و تغییر در زمینه رشد آزمایشگاهی مولکول‌ها و سلول‌ها در بافت یا عضو، برای جایگزینی یا ترمیم قسمت آسیب دیده بدن است. دانشمندان از سال‌ها قبل قادر به کشت سلول‌ها در خارج از بدن  و محیط دو بعدی بودند، ولی فناوری رشد شبکه‌های پیچیده و سه‌بعدی سلولی برای جایگزینی بافت آسیب دیده اخیراً توسعه یافته‌است. بر اساس تعریف برای ساخت یک بافت به شیوه‌های مهندسی، نیاز به طراحی یک داربست با ساختار فیزیکی مناسب با امکان چسبندگی سلول‌ها به آن، مهاجرت سلولی، تکثیر سلولی و تمایز سلولی و در نهایت رشد و جایگزینی بافت جدید است که همگی این موارد باعث فراهم آوری محیط سه بعدی برای رشد و ارتباطات سلولی می‌شود.

## معرفی
مهندسی بافت استفاده از ترکیبی از سلول‌ها، روش‌های مهندسی مواد و عوامل بیوشیمیایی مناسب برای بهبود یا جایگزینی بافت‌های بیولوژیک است. مهندسی بافت شامل استفاده از داربست بافت برای ایجاد یک بافت جدید و زنده برای یک هدف پزشکی می‌باشد که با توجه به گستردگی و اهمیت این موضوع، می‌توان آن را به عنوان یک حوزه در نظر گرفت.
در حالیکه اغلب تعاریف مهندسی بافت طیف وسیعی از کاربردها را پوشش می‌دهد، در اصطلاح به معنی برنامه‌های کاربردی است که کل یا بخشی از بافت (مثل استخوان، غضروف، رگ‌های خونی، مثانه، پوست، عضلات و غیره) را ترمیم یا جایگزین می‌کند. اغلب بافتها نیاز به خواص مکانیکی و ساختاری برای عملکرد مناسب دارند. این اصطلاح نیز برای انجام توابع خاص بیوشیمیایی با استفاده از سلول‌ها در یک سیستم پشتیبانی مصنوعی ایجاد شده‌است (مثلاً پانکراس مصنوعی یا کبدی مصنوعی). اصطلاح بازسازی دارو اغلب به صورت مترادف با مهندسی بافت استفاده می‌شود، گرچه کسانی که در پزشکی احیا کننده فعالیت می‌کنند تأکید بیشتری بر استفاده از سلول‌های بنیادی برای تولید بافت‌ها دارند.
نمای کلی
یک تعریف معمولی از مهندسی بافت، همان‌طور که توسط لانگر و وکانتی بیان شده‌است، "یک رشته بین رشته‌ای است که اصول مهندسی و علوم زیستی را در جهت توسعه جایگزین‌های بیولوژیکی که بازسازی، حفظ یا بهبود می‌یابند، اعمال می‌کند. همچنین مهندسی بافت به عنوان "درک اصول رشد بافت و استفاده از آن برای تولید بافت جایگزینی کاربردی برای استفاده بالینی" نیز تعریف شده‌است. شرح بیشتر می‌گوید که "فرضیه اصلی مهندسی بافت این است که کاربرد زیست‌شناسی طبیعی این سیستم، باعث موفقیت بیشتر در ایجاد استراتژی‌های درمانی می‌شود که با هدف جایگزینی، تعمیر، نگهداری یا بهبود عملکرد بافت" هستند. تحولات کلیدی درزمینه چند رشته‌ای مهندسی بافت مجموعه جدیدی از قطعات جایگزین بافت و استراتژی‌های پیاده‌سازی را به دست آورده‌است. پیشرفت‌های علمی در مواد بیولوژیکی، سلول‌های بنیادی، عوامل رشد و تمایز و محیط بیومیمتیک باعث ایجاد فرصت‌های منحصر به فرد برای ساخت بافت‌ها در آزمایشگاه از ترکیبات ماتریس خارج سلولی ("داربست")، سلول‌ها و مولکول‌های فعال بیولوژیکی شده‌است. در میان چالش‌های عمده در حال حاضر با مهندسی بافت، نیاز به عملکرد پیچیده‌تر است، همچنین ثبات عملکردی و بیومکانیک و عروق کشی در بافت‌های آزمایشگاهی که برای پیوند استفاده می‌شوند. موفقیت مداوم مهندسی بافت و توسعه نهایی واحدهای واقعی انسانی از همگرایی پیشرفت‌های مهندسی و تحقیقات اولیه در بافت، ماتریکس، عامل رشد، سلول‌های بنیادی و زیست‌شناسی توسعه، و همچنین مواد و علوم زیستی اصل شده‌است.
استخراج (Scaffold Extraction)
از بافت‌های مایع مثل خون سلول‌ها به روش bulk استخراج می‌شوند. استخراج از بافت‌های جامد، سخت‌تر است. معمولاً بافت مالش می‌شود و سپس با آنزیم‌های تریپسین یا کلاژناز هضم می‌شود تا ماتریکس خارج سلولی (ECM) که سلول‌ها را نگه می‌دارد، برداشته شود. بعد از آن، سلول‌ها شناور می‌شوند و با استفاده از سانتریفیوژ استخراج می‌شوند. هضم با تریپسین بسیار وابسته به دما است. در دمای بالاتر هضم ماتریکس سریعتر است، اما آسیب بیشتری ایجاد می‌کند. کلاژناز کمتر وابسته به دما است و باعث کاهش تعداد سلول‌ها می‌شود، اما طول می‌کشد و یک ماده گران‌تر است.

## تاریخچه
اولین بار در سال ۱۹۰۰ الکسی کارل واژهٔ مهندسی بافت را مطرح نمود. او به همراه لیندربرگ در انستیتوی مطالعاتی در نیویورک با هدف نگهداری بافت‌های جدید در شرایط آزمایشگاهی و جایگزینی آن‌ها در بدن موجود زنده آزمایش‌هایی را آغاز نمود. پس از کارل و لیندبرگ، کارهای زیادی در این زمینه انجام شد تا اینکه در سال ۱۹۸۰ پوست مصنوعی ساخته شد، و بر روی یک بیمار آزمایش شد. از آن پس به تدریج مهندسی بافت به عنوان یک زمینه یا شاخه جدیدی از علم شروع به گسترش نمود. مهندسی بافت به‌طور عام به معنی توسعه و تغییر در زمینهٔ رشد آزمایشگاهی مولکول‌ها و سلول‌ها در بافت یا عضو، با هدف جایگزینی و ترمیم قسمت آسیب دیده در بدن است. دانشمندان از سال‌ها پیش قادر به کشت سلول‌ها در خارج از بدن بودند اما فناوری رشد شبکه‌های سه بعدی سلولی، با هدف جایگزینی آن به جای بافت آسیب دیده، اخیراً میسر شده‌است.

## روش کار

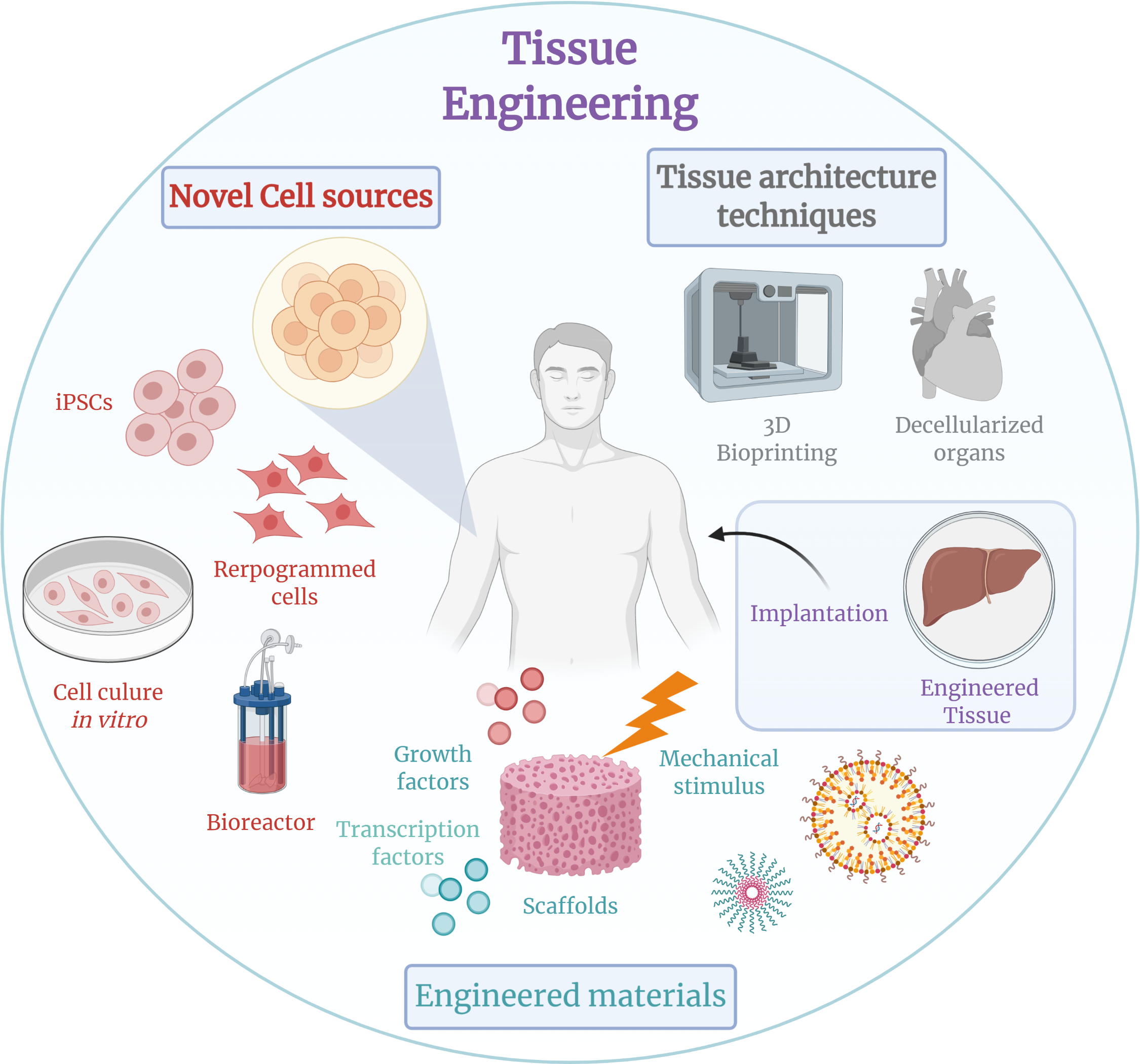
مراحل مهندسی بافت

ایده ای که درپس مهندسی بافت قرار دارد ساخت دو نوع اتوگرافت مهندسی است، یکی با رشد دادن سلول‌های خود شخص در محیط آزمایشگاه که بر روی یک داربست انجام می‌شود و دیگری با کاشت یک داربست غیر سلولی در داخل بدن تا سلول‌های بدن بیمار، بافت آسیب دیده را با هدایت داربست ترمیم نمایند. درهر دو مورد، داربست باید همزمان با رشد بافت تخریب شود، بنابراین پس از تکامل و رشد بافت، داربست دیگر وجود نخواهد داشت و بافت تازه تولید شده، می‌تواند مانند بافت از دست رفته عمل کند.
در مهندسی بافت ابتدا یک ماده متخلخل به عنوان ماتریکس خارج سلولی یا داربست برای رشد سلول‌ها تهیه شده و سپس عوامل رشد بر روی آن قرار می‌گیرد. پس از رشد مناسب سلول‌ها در فضای تخلخل‌ها، داربست از محیط آزمایشگاه به درون بدن موجود زنده منتقل می‌شود. به تدریج رگ‌ها به داربست نفوذ می‌کنند تا بتوانند سلول‌ها را تغذیه نمایند. در بافت‌های نرم بدن الزاماً داربست تخریب شده و بافت جدید جایگزین آن می‌شود ولی در بافت‌های سخت، می‌توان از موادی بهره گرفت، که لزوماً تخریب پذیر نباشند.
سلولهای کشت شده می‌توانند سلول‌های ویژه آن بافت یا سلول‌های بنیادی باشند. امروزه سلول‌های بنیادی یکی از جذابترین زمینه‌های تحقیق در علم زیست‌شناسی می‌باشند که دلیل آن را می‌توان در ویژگیهای خاص این سلول‌ها جستجو کرد. در حقیقت سلول بنیادی سلولی با ویژگی خاص است که توانایی خود نوزایی و تمایز به انواع سلول‌های دیگر را داراست این خاصیت سلول‌های بنیادی امکان استفاده از این سلول‌ها را در پزشکی ترمیمی (Regenerative Medicine) یا سلول درمانی فراهم می‌کند و به این دلیل این سلول‌ها در مهندسی بافت به میزان زیادی مورد توجه قرار گرفته‌اند.
مهمترین نگرانی برای هر کاربرد مهندسی بافت، ایمنی بیمار است. مواد توده و مواد حاصل از تخریب یک داربست باید زیست سازگار و قابل پاکسازی و حذف به وسیله بدن باشند. به همان اندازه نیز مهم است که فرایندی که برای شکل‌دهی انتخاب می‌شود، بر روی زیست سازگاری و زیست تخریب پذیری مواد اولیه داربست اثر منفی نگذارد. وظیفه عمده یک داربست هدایت رشد و مهاجرت سلول‌ها از بافتهای مجاور به سمت موضع معیوب یا تسهیل رشد سلول‌های کاشته شده بر روی داربست پیش از پیوند می‌باشد. مطلوب است که سطح از نظر شیمیایی برای چسبندگی و تکثیر سلولی مساعد باشد. قطر بالای حفرات و ارتباط زیاد حفرات برای تشکیل بافت و انتقال مواد مغذی و پسماندهای متابولیک ضروری است. هر چه تخلخل و قطر حفرات افزایش یابد، منجر به افزایش
نسبت سطح به حجم داربست یا به عبارتی سطح بیشتر برای چسبیدن سلول‌ها می‌شود.
در مهندسی بافت از بسیاری از علوم مهندسی برای نیل به این هدف استفاده می‌شود. بیولوژیست‌های سلولی و مولکولی، مهندسین مواد پزشکی، طراحان شبیه‌ساز کامپیوتر، متخصصان تصویر برداری میکروسکوپی و مهندسین رباتیک و نیز بسیاری تجهیزات پیشرفته نظیر بیوراکتورها که بافت‌ها در آنجا رشد نموده و تغذیه می‌شوند، همگی به نوعی در تحقیقات مهندسی بافت سهیم هستند. بافت‌های مصنوعی انسانی نظیر پوست، کبد، استخوان، ماهیچه، غضروف، تاندون، رگ‌های خونی از جمله مواردی هستند که تاکنون بررسی شده‌اند. هدف اولیه کاشتنی‌های مهندسی بافت، شناسایی، ترمیم و بازسازی عیوب و نارسایی‌های بافتی است که برای آن اصول مهندسی و اصول بیولوژیک با هدف تولید جایگزین‌های کامل بافت‌های انسانی ترکیب می‌شوند.

## مواد مورد استفاده در مهندسی بافت
به‌طور کلی فلزات، سرامیکها، پلیمرها و آلیاژ و کامپوزیت این مواد در مهندسی بافت استفاده می‌شوند. فلزات دارای استحکام مکانیکی بالایی بوده و در برابر تنش‌های تک بعدی مقاومت مناسبی نشان می‌دهند. ولی از طرفی فلزات در برابر تنش‌های گوناگون و غیر هم محور مقاومت مناسبی نداشته و در اغلب موارد دچار ترک و در نهایت شکست می‌شوند. همچنین در بسیاری از گزارش‌ها، انتقال یون فلزی از پیوند فلزی به بدن بیمار دیده شده‌است.
سرامیک‌ها به لحاظ هدایت استخوانی، یکپارچگی و در برخی موارد القای استخوانی به عنوان یکی از گزینه‌های عالی جهت پیوند بافت تخریب شده به‌شمار می‌روند. از طرفی سرامیک‌ها استحکام مکانیکی مناسبی نداشته و در برابر تنش‌های معمولی نیز رفتاری شکننده دارند. با توجه به این نکته استفاده از این مواد به عنوان افزودنی در بستر پلیمرها به دلیل تنوع در خواص، بیشتر مورد توجه قرار گرفته‌اند. انتخاب ماده جهت تهیه داربست به میزان زیادی بستگی به نوع بافت مورد نظر دارد. به عنوان مثال سرامیک‌ها و کامپوزیت آن‌ها با پلیمرها جهت بازسازی بافتهای سخت و از پلیمرها جهت بازسازی بافتهای نرم استفاده می‌شود.
به‌طور کلی پلیمرهای مورد استفاده در مهندسی بافت را می‌توان به دو گروه پلیمرهای طبیعی و پلیمرهای سنتزی تقسیم نمود.
تمامی پلیمرهای طبیعی مورد استفاده در مهندسی بافت یا از منابع حیوانی استخراج می‌گردد یا توسط میکروارگانیسم‌ها سنتز می‌شود. با توجه به اینکه این پلیمرها از منابع حیوانی به دست می‌آیند از زیست سازگاری مناسبی درون بدن انسان برخوردار هستند.
سنتز پلیمرها با ویژگی و خصوصیات دلخواه باعث شده که این گروه بزرگ پلیمرها در مهندسی بافت مورد استفاده قرار گیرند. با توجه به نوع، کاربرد و نیاز، می‌توان پلیمری با ویژگی مناسب سنتز نمود.

### روش‌های تهیه بافت
روش‌های مختلفی برای دستیابی به یک بافت مصنوعی مورد استفاده قرار می‌گیرد که از آن جمله می‌توان به موارد ذیل اشاره کرد:
1. طراحی و رشد بافت‌های انسانی مصنوعی در خارج از بدن برای کاشت بعدی جهت جایگزینی بافت‌های ناسالم. بارزترین مثال در این مورد پیوند پوست است که در درمان سوختگی زخم‌های دیابتی بکار می‌رود.
2. کاشت محفظه‌های محتوی سلول که باعث ترغیب و القاء رشد و ترمیم بافت می‌گردند. این روش جهت تکثیر و تولید مقادیر زیاد مولکول‌های مورد نیاز برای رشد سلولی نظیر عوامل رشد بکار می‌رود. برای این کار پلیمرهای جدیدی به صورت سه بعدی تولید شده تا چسبندگی و رشد سلول‌های بافت آسیب دیده امکان‌پذیر شود. در این مورد می‌توان به ساخت یک زمینه برای ترمیم ضایعات دندانی اشاره کرد.
3. تهیه داربست‌هایی از بافت‌های طبیعی انسانی جهت جایگزینی بافت‌های آسیب دیده داخلی. ابتدا جداسازی سلول‌ها از بدن صورت گرفته و در ساختار ماتریکسی قرار می‌گیرند و در انتها درون بدن کاشته می‌شوند. مثالی از این روش ترمیم استخوان، تاندون و غضروف است.

در حال حاضر جایگزین‌های قابل جذب مناسبی از سوی پژوهشگران ارائه شده‌است و بسیاری از آن‌ها خواصی بسیار نزدیک با بافت‌های طبیعی دارند. با وجود این در مورد ترکیبی که بتوان از آن به عنوان یک بافت مصنوعی استفاده نمود همچنان بحث وجود دارد.
هدایت الکتریکی داربست‌های مهندسی بافت یکی از مهم‌ترین عوامل مؤثر بر عملکرد آن هاست.
به عنوان مثال تحقیقات در زمینه مهندسی بافت استخوان بیشتر بر پایه روش‌های دوم و سوم است. در این مورد ترمیم و جایگزینی استخوان‌های کوچک، پیوند استخوان و هدایت رشد استخوان از موفقیت نسبی برخوردار است، هر چند محققان اعتقاد دارند که سلول‌های بنیادی و سلول‌های استئوبلاست با وجود داربست تخریب پذیر به همراه فاکتورهای رشد، می‌توانند در این راه به آن‌ها کمک کنند. پیوند سلولی اتوژنیک (شکل ژنی مشابه)، از بسیاری از مشکلات نظیر پس زدن عضو بیگانه جلوگیری می‌کند. سلول‌های جداسازی شده تزریق شده به بدن، به تنهایی قادر به شکل‌دادن بافت نیستند. این سلول‌ها نیاز به یک محیط مناسب دارند که در آن ماده حمایت‌کننده مشابه یک زمینه برای کشت سلولی در شرایط داخل شیشه (in vitro) عمل می‌کند.

## انواع سلول

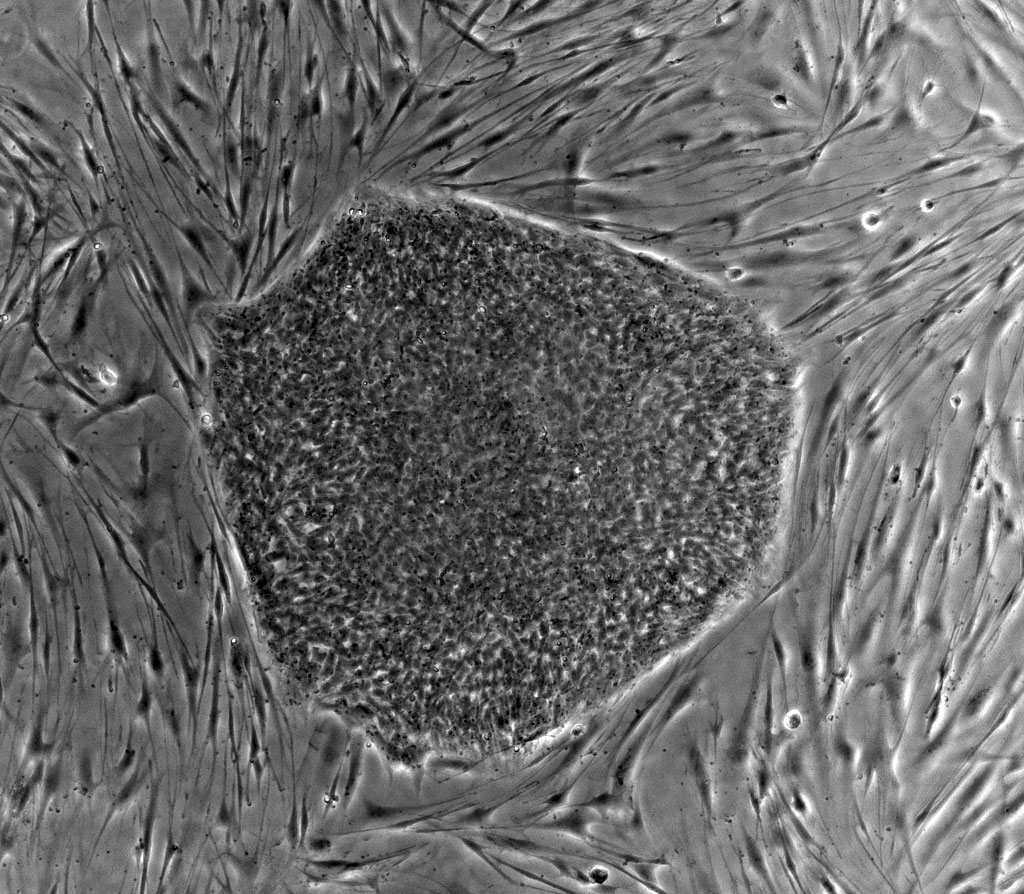
یک کلنی از سلول‌های بنیادی جنینی انسان بر روی فیبروبلاست لایه تغذیه‌کنندهُ جنینی موش

سلول‌ها اغلب توسط منبع آن‌ها طبقه‌بندی می‌شوند. سلول‌های اتولوگ (Autolog) سلول‌هایی هستند که از فرد گرفته شده و به خود شخص تزریق می‌شوند. سلول‌های اتولوگ دارای کمترین مشکلات با رد پیوند و انتقال عوامل پاتوژنزا هستند، اما در برخی موارد ممکن است در دسترس نباشند. برای مثال، در بیماری‌های ژنتیکی سلول‌های اتولوگ مناسب موجود نیست. همچنین افراد بسیار بیمار یا سالخورده و نیز بیماران مبتلا به سوختگی شدید، ممکن است مقدار کافی سلول‌های اتولوگ را برای ایجاد سلول‌های مفید مفید نداشته باشند. علاوه بر این، از آنجا که این رده از سلول‌ها باید از بیمار برداشت شود، برخی نگرانی‌ها ازجمله ضرورت انجام جراحی برای چنین عملیاتی است که ممکن است منجر به عفونت محل اهدا یا درد مزمن شود. سلول‌های اتولوگ باید قبل از استفاده از نمونه‌ها کشت شوند: این زمان نیاز دارد، بنابراین راه حل‌های اتولوگ ممکن است خیلی سریع نباشد. به تازگی روند استفاده از سلول‌های بنیادی مزانشیمی مغز استخوان و چربی وجود دارد. این سلول‌ها می‌توانند به انواع مختلف بافت از جمله بافت استخوان، غضروف، چربی و عصب تمایز پیدا کنند. تعداد زیادی از سلول‌ها می‌توانند به راحتی و به سرعت از چربی جدا شوند، به این ترتیب پتانسیل ایجاد تعداد زیادی از سلول‌ها را می‌توان سریع و آسان به دست آورد.
سلول‌های آلوژنیک از بدن اهدا کننده از همان گونه‌ها می‌آیند. در حالی که برخی از محدودیت‌های اخلاقی برای استفاده از سلول‌های انسانی برای مطالعات in vitro وجود دارد، استفاده از فیبرو بلاست پوستی از پوست کشت شده انسانی نشان داده‌است که ایمن هستند و بنابراین انتخاب مناسب برای مهندسی بافت پوست هستند.
سلول‌های سینوژنیک این‌ها از افراد گونه‌های دیگر جدا شده‌اند. در سلولهای حیوانی به‌خصوص در آزمایش‌ها با هدف ساخت ایمپلنت‌های قلب و عروق به‌طور گسترده‌ای مورد استفاده قرار گرفته‌است.
سلول‌های همگنی یا ایزوژنیک از ارگانیزم‌های ژنتیکی مشابه مانند دوقلوها، کلون‌ها یا مدل‌های حیوانات تحقیقاتی بسیار انجماد جدا شده‌اند.
سلول‌های بنیادی سلول‌های نامتعارف هستند که توانایی تقسیم شدن به سلول‌ها را دارند و باعث ایجاد اشکال مختلف سلول‌های تخصصی می‌شوند. با توجه به منبع آنها، سلول‌های بنیادی به سلول‌های بنیادی «بالغ» و «جنینی» تقسیم می‌شوند. بعضی از سلول‌ها در مراحل اولیه جنین بسیار قوی هستند. در حالی که هنوز یک بحث بزرگ اخلاقی در ارتباط با استفاده از سلول‌های بنیادی جنینی وجود دارد، تصور می‌شود که سلول‌های بنیادی دیگری ایجاد شده توسط جایگزین دیگری ممکن است برای ترمیم بافت‌های آسیب دیده یا آسیب دیده مفید باشد، یا می‌توانند برای رشد اندام‌های جدید استفاده شوند.

## داربست  (Scaffold)
داربست
داربست‌ها موادی هستند که برای ایجاد تعامل‌های سلولی مطلوب به منظور تشکیل بافت‌های عملکردی جدید برای اهداف پزشکی طراحی شده‌اند. سلولها اغلب روی این ساختارها که قادر به حمایت از ساختار بافت سه بعدی هستند، کشت می‌شوند. داربستها ماتریکس خارج سلولی از بافت مادری را تقلید می‌کنند. آن‌ها معمولاً برای حداقل یکی از اهداف زیر استفاده می‌شوند: حفظ وابستگی سلولی، مهاجرت، تحویل و حفظ سلول‌ها، تأمین عوامل بیوشیمیایی، انتشار مواد مغذی حیاتی سلولی و تولید محصول‌های بیان شده، تأثیرهای مکانیکی و بیولوژیکی خاص برای تغییر رفتار فاز سلولی و… .
ایجاد
برای ایجاد بافت جدید در خارج از بدن نیاز به یک بستر جهت قرار گرفتن سلولها بر آن و تقلید ماتریس خارج سلولی در داخل بدن می‌باشد که اصطلاحاً به آن داربست گفته می‌شود. در مهندسی بافت برای ایجاد بافت سلول بر روی داربست قرار داده شده و مجموعه سلولها و داربست در محلول‌های پیچیدهای از ترکیبات شناخته شده (نمکها، آمینواسیدها و ویتامینها) که غالباً اجزای سرم به آن‌ها اضافه می‌شود و محیط کشت نام دارد، رشد داده می‌شوند؛ بنابراین داربست مورد استفاده در مهندسی بافت به عنوان تقلیدی از ماتریس خارج سلولی نقش مهمی را دارا می‌باشد.
داربست‌ها نقش‌کننده ای در بازسازی و ترمیم بافت دارند . در طول دو دههٔ گذشته، کارهای بسیاری برای توسعه داربست‌های قابل استفاده در مهندسی بافت انجام گردیده‌است.
داربست‌ها زیست موادی هستند که قابلیت انجام همه یا برخی از فرایندهای زیر را دارا می‌باشند:
(الف) افزایش و بهبود تعاملات بین سلولی، چسبندگی سلولی و رسوب ماتریکس خارج سلولی.
(ب) انتقال گازها و مواد مغذی و کنترل فاکتورهایی که بقاء تکثیر و تمایز سلول را باعث می‌شوند.
(ج) نرخ زیست تخریبی مناسب و متناسب با عضو آسیب دیده.
(د) ایجاد حداقل درجه التهاب یا سمیت در محیط بدن.

## خواص داربست‌های مهندسی بافت
به منظور بازسازی بافتی خاص، داربست مخصوص آن بافت با خواص زیست مکانیکی، زیست شیمیایی و زیستی مناسب مورد نیاز است. که این امر به علت تفاوت بین انواع مختلف سلولی
در بافت‌های گوناگون و ریز محیط‌های طبیعی آن‌ها در بدن است.
به‌طور کلی داربست‌هایی که در مهندسی بافت به کار می‌روند باید دارای خصوصیات زیر باشند:
(الف) استحکام و خواص مکانیکی مناسب برای الگوبرداری از شرایط محیط بدن.
(ب) سازگاری زیستی مناسب با بافت مورد نظر.
(ج) قابلیت پیام دهی مناسب برای هدایت رشد بافت و جلوگیری از رد پیوند.
(د) شبکه متخلخل بهم پیوسته، به منظور تغذیه رسانی مناسب سلول، دفع ضایعات سلولی به خارج داربست، تشکیل ماتریکس خارج سلولی و رگ زایی.
درصد تخلخل و اندازه منافذ از مشخصات مهم داربست‌های مهندسی بافت است.
زیست سازگاری
زیست سازگاری یکی از مهم‌ترین معیارهای مورد نظر هر داربست مهندسی بافت است. زیست سازگاری یک داربست به معنای عدم پاسخ ایمنی یا التهابی مضر برای بدن است. چنانچه داربست مورد نظر غیر سمی و تجزیه پذیر باشد، در نهایت بافت جدیدی جایگزین آن می‌گردد، در حالیکه اگر داربست سمی باشد و زیست سازگاری مناسب با بدن نداشته باشد، باعث رد پیوند و مرگ بافت‌های مجاور داربست جایگزین شده می‌گردد.
زیست تخریب پذیری
یکی از اهداف داربست‌های مهندسی بافت، جایگزینی سلول‌های خودی بدن، همزمان با تخریب و تجزیه داربست کاشته شده می‌باشد. سازه مورد استفاده، به عنوان کاشت دائمی در نظر گرفته نمی‌شود، بنابراین داربست باید زیست تخریب پذیر باشد تا به سلول امکان تولید ماتریکس خارج سلولی خود را بدهد. همچنین محصولات حاصل از تخریب داربست باید غیر سمی‌باشند و به راحتی از مکان لانه گزینی توسط سلول‌های بدن بدون نیاز به جراحی دوم برای برداشت داربست حذف گردند. نرخ تجزیهٔ داربست باید متناسب با نرخ بازسازی بافت جدید باشد به
نحوی که در هنگام اتمام مراحل بازسازی بافت جدید، داربست مورد نظر به کلی از بدن حذف شده باشد.
خواص مکانیکی
خواص مکانیکی داربست باید متناسب با خواص مکانیکی بافت مورد نظر در محل لانه گزینی باشد. به گونه ای که سلول‌ها را در برابر نیروهای فشار و کششی مخرب محافظت نمایند تا سلول‌ها بتوانند تحت شرایط فیزیولوژیکی بدن زنده بمانند و عملکرد مناسبی داشته باشند. تولید داربست با خواص مکانیکی کافی یکی از چالش‌های بزرگ در بازسازی انواع بافت‌ها به ویژه استخوان یا غضروف است.
ساختار
معماری داربست مورد استفاده برای مهندسی بافت از اهمیت حیاتی برخوردار است. داربست باید حاوی منافذ بهم پیوسته و تخلخل بالا باشد تا نفوذ سلولی و انتشار کافی مواد مغذی به درون سلول و ماتریکس خارج سلولی را تضمین کند. علاوه بر این، یک ساختار بهم پیوسته متخلخل برای دفع محصولات ناشی از فعل و انفعالات سلول‌ها و نیز تجزیه داربست، بدون دخالت دیگر اندام‌ها و بافت‌های اطراف آن لازم است. تخریب هسته ای، ناشی از عدم رگ زایی و بیرون بردن پسماند از مرکز بافت از چالش‌های عمده در زمینه مهندسی بافت به‌شمار می‌رود.
فرایند پذیری
داربست باید فرایند پذیری و شکل‌پذیری نسبتاً آسان با توجه به شکل و قالب مورد نظر را داشته باشد و همچنین مواد مورد نیاز در ساختار داربست باید قابلیت تولید به صورت یک محصول استریل را دارا باشند یا داربست تولیدی، با روش‌های متداول قابل استریل کردن باشد.

## جنس داربست‌های مهندسی بافت
سه دسته از مواد زیستی برای مهندسی بافت استفاده شده‌است :مشتقات مواد طبیعی زیستی از جمله کلاژن و آلژینات، ماتریکس طبیعی بدون سلول از قبیل زیر مخاط مثانه و زیر مخاط روده کوچک، و پلیمرهای مصنوعی چون پلی گلیکولیک اسید و پلی لاکتیک اسید. مواد طبیعی در مهندسی بافت به علت فعل و انفعالات سودمندی که با سلول‌ها دارند. توجه زیادی را به خود جلب نموده‌اند. این مواد به راحتی در تعامل با سلول‌ها قرار می‌گیرند اما دارای اشکالاتی مثل خواص مکانیکی ضعیف هستند. ترکیبات طبیعی مولکول‌هایی هستند که به‌طور معمول در ماتریکس خارج سلولی وجود دارند و بستری مناسب برای اتصال سلول‌ها، بقاء، تکثیر و تمایز هستند. علاوه بر این فعل و انفعالات موجود بین سلول‌ها و بستر ماتریکس خارج سلولی می‌تواند بر روی عملکرد سلول‌ها نیز مؤثر باشد. نانو الیاف، با عملکرد زیستی را می‌توان به‌طور مستقیم از مواد ماتریکس خارج سلولی طبیعی ساخته یا از مخلوط مواد طبیعی با پلی مرهای مصنوعی به شکل الیاف
کوپلیمر تولید کرد. نانو الیاف ترکیبی اغلب از خواص فیزیکی و مکانیکی بهبود یافته‌ای برخوردار هستند.

## پلیمرهای طبیعی
کلاژن یکی از فراوانترین انواع پروتئین‌هایی است که در همه جای بدن موجود است. این پلیمر، یک پروتئین فیبری و جزء اصلی ماتریکس خارج سلولی است. به همین علت از کلاژن در بازسازی بافت، به ویژه برای تعمیر بافت نرم استفاده می‌گردد. از جمله منابع معمول تهیه کلاژن منابع برون زا مانند پوست گاو و خوک هستند. کلاژن شامل گروه‌های جانبی چسبنده به سلول‌ها است که تعاملات ویژه سلولی را از خود نشان می‌دهد. این تعاملات ممکن است به حفظ شکل ظاهری و فعالیت بسیاری از انواع سلول، از جمله سلول‌های پوستی و غضروفی کمک کند.
فیبرین
فیبرین یکی از پروتئین‌های موجود در بدن است که هنگام تشکیل لخته خون به وجود می‌آید و در التیام و ترمیم زخم‌ها دخالت دارد. از فیبرین در تهیهٔ داربست‌های هیدروژلی استفاده می‌شود.
اسید هیالورونیک
اسید هیالورونیک نیز از جمله اجزاء طبیعی ماتریکس خارج سلولی است که بخش مهمی از بافت همبند و مایع مفصلی را تشکیل می‌دهد. از این مواد در تهیهٔ برخی از داربست‌های سلولی استفاده می‌شود.
آلژینات
آلژینات یک پلی ساکارید جدا شده از جلبک دریایی است که به عنوان یک عامل رهایش سلول و یک ماتریکس خارج سلولی عمل می‌کند. این پلیمر نسبتاً زیست سازگار است و توسط سازمان غذا و داروی آمریکا برای استفاده انسانی به عنوان مواد پانسمان زخم تأیید شده‌است. آلژینات پلیمری با بار منفی است و در مجاورت کاتیون‌ها ی باردار، مانند یون کلسیم، داربست سلولی مشبکی را تشکیل می‌دهد.
ابریشم
ابریشم در بین پلیمرهای طبیعی در گروه الیاف پروتئینی غیر زیست تخریب پذیر دسته‌بندی گردیده‌است. در حالی که فیبروئین حاصل از بازیافت ابریشم را در دسته ترکیبات زیست سازگار و زیست تخریب پذیر دسته‌بندی می‌کنند. تخریب پذیری بالای فیبروئین ناشی از به هم ریختگی ساختار کریستالی ابریشم در اثر انحلال و آرایش یافتگی کمتر الیاف بازیابی شده می‌باشد.
کیتین و کیتوسان
این دو به عنوان یک آمینو پلی ساکارید طبیعی که دارای ساختمان بی نظیر و خصوصیاتی چند منظوره هستند به‌طور وسیع در پزشکی و صنعت مورد استفاده قرار می‌گیرند. از جمله خصوصیات بارز آن‌ها می‌توان زیست تخریب پذیری قابل قبول، زیست سازگاری بالا در کنا سمیت پایین، همچنین خواص ضد باکتریایی و ضد حساسیت آن‌ها اشاره کرد.

## پلیمرهای مصنوعی
پلی کاپرولاکتون، پلی مری حاوی پنج گروه متیلن غیر قطبی و یک گروه استر نسبتاً قطبی است. این پلی مر زیست تخریب پذیر است ولی نرخ تخریب کندی دارد، به همین علت همراه با پلی مرهای دیگری همچون پلی لاکتیک اسید استفاده می‌شود تا نرخ تخریب پذیری سریع تری داشته باشد.
پلی گلیکولیک اسید، یکی از پلی مرهایی است که در تهیه داربست به‌طور گسترده استفاده می‌شود. به دلیل ماهیت نسبتاً آب دوست آن، به سرعت در محلول‌های آبی یا در داخل بدن حل می‌گردد.
پلی لاکتیک اسید , یکی دیگر از پلی مرهای مصنوعی است. گروه متیل اضافی در توالی‌های تکرار پلی لاکتیک اسید در مقایسه با پلی گلیکولیک اسید، میل مولکولی آن را به آب کاهش می‌دهد و منجر به کندتر شدن سرعت هیدرولیز پلی مر و زیست تخریب پذیری آن می‌گردد. برای یک داربست پلی لاکتیک اسید ماه‌ها یا حتی سال‌ها طول می‌کشد تا یکپارچگی مکانیکی خود را در شرایط آزمایشگاهی یا در داخل بدن از دست بدهد.
سرامیک‌های زیست فعال مانند هیدروکسی آپاتیت، تری کلسیم فسفات و ترکیبات خاصی از سیلیکات مانند شیشه زیست فعال و شیشه‌های سرامیکی با مایعات فیزیولوژیکی واکنش نشان می‌دهند و از طریق فعالیت سلولی منجر به مهندسی بافت‌های سخت و نرم می‌شوند. با این حال سازگاری زیستی و تخریب پذیری سرامیک‌های زیست فعال اغلب کافی نیست و منجر به محدودیت استفاده از آن‌ها در بخش بالینی می‌گردد. می‌توان با استفاده از ترکیب پلی مرهای مصنوعی و طبیعی یا با استفاده از مواد کامپوزیتی خواص داربست را بهبود بخشیده و با کنترل نرخ تخریب و بهبود سازگاری، شرایط استفاده از سرامیک‌ها را در مهندسی بافت فراهم آورد.
هیدروکسی آپاتیت یک جزء اصلی و یک عنصر ضروری از استخوان طبیعی است. این سرامیک می‌تواند به وسیله پیوندهای شیمیایی با بافت‌ها ترکیب شود و بافت استخوانی جدیدی را پس از کاشت ایجاد کند.
تری کلسیم فسفات دارای تجزیه زیستی و زیست سازگاری خوبی است و می‌تواند بازسازی استخوان را منجر گردد.
شیشه زیست فعال به عنوان یک عامل برای بازسازی استخوان می‌باشد. این ماده می‌تواند بیان ژن و تولید استئوکلسین را افزایش دهد، استئوکلسین یک پروتئین وابسته به ویتامین K است که به عنوان یکی از رایج‌ترین پروتئین‌های غیر کلاژنی استخوان می‌باشد.
کلسیم سیلیکات نیز دارای زیست سازگاری عالی و توانایی پیوند با استخوان زنده و بافت نرم است. به‌طور خاص یون‌های سیلیس قادر به تشکیل آپاتیت استخوان مانند هستند.

## نانو کامپوزیت‌ها
کامپوزیت به ماده ای گفته می‌شود که از دو یا چند جزء تشکیل شده‌است بطوریکه این ساختار ترکیبی دارای خصوصیات هر ذو جزء باشد. در صورتیکه حداقل ابعاد یکی از اجزاء تشکیل دهنده در کامپوزیت در مقیاس نانومتری قرار گیرد به آن نانوکامپوزیت می‌گویند. مشابه مواد کامپوزیتی، نانوکامپوزیت‌ها نیز بر حسب جنس، ساختار به سه گروه نانوکامپوزیت‌های زمینه فلزی، سرامیکی و پلیمری دسته‌بندی می‌گردند. بخش قابل توجهی از پژوهش‌ها در مهندسی بافت استخوان بر روی مواد کامپوزیتی با زمینه پلی مری تمرکز یافته‌است.

## انواع داربست‌های مهندسی بافت
(الف) هیدروژل‌ها: این داربست‌ها از نوع داربست‌های قابل تزریق هستند. هیدروژل‌ها گروهی از شبکه‌های پلی مری هستند که زنجیره‌های آن با اتصالات عرضی به یکدیگر وصل شده و به دلیل خصوصیات یونی یا داشتن گروه‌های عاملی در ساختار پلی مر قابلیت ایجاد حفره‌هایی با قابلیت جذب آب زیاد و تورم را داراست. تورم هیدروژل‌ها در اثر تغییر شرایط PH , دما، قدرت یونی و جریانات مغناطیسی اتفاق می‌افتد. شبکه سه بعدی هیدروژل‌ها با قابلیت جذب حجم زیاد آب، منجر به استفاده گسترده آن‌ها در مهندسی بافت و سامانه رهایش دارو گردیده‌است. با این حال، کاربرد هیدروژل‌ها به علت ضعف مکانیکی ذاتی آن‌ها، در بازسازی بافت استخوان و دیگر بافت‌های تحت فشار محدود گشته‌است، علاوه بر این بسیاری از هیدروژل‌ها با توجه به محتوای بالای آب، در مرحله استریلیزاسیون دچار مشکل هستند. هیدروژل‌ها معمولاً گران‌قیمت هستند و جابجایی آن‌ها نیز سخت است.
(ب) ماتریکس متخلخل سه بعدی: این نوع داربست، یک ساختار متخلخل با منافذ بهم پیوسته‌است که اجازه کشت متراکم سلول‌ها و رشد بافت را می‌دهد. در انواع داربست‌های سه بعدی می‌توان با کنترل اندازه، تعداد و بهم پیوستگی حفرات، میزان تخلخل را کنترل نمود.
(ج) ریز گویچه‌ها (Microsphere): این داربست‌ها نیز جزء داربست‌های قابل تزریق می‌باشند ریز گویچه‌ها همچنین به عنوان مواد پرکننده برای جایگزینی حجم بافتی که به دلیل بیماری، آسیب یا پیری از دست رفته‌است هدف قرار می‌گیرند.
(د) مش‌های نانولیفی: این نوع داربست با روش الکتروریسی و خود آرایی تولید می‌شود و به دلیل ساختار لیفی نانومتری و نیز یکنواختی، به هم پیوستگی و در صد بالای تخلخل، همانندی خوبی با محیط فیزیولوژیکی بدن ایجاد می‌کند.

## روش‌های ساخت داربست
قالبگیری محلولی/شستن ذرات
در این روش پلیمر در حلال خود به‌طور کامل حل می‌گردد، سپس عوامل ایجادکننده حفره نظیر ذرات نمک، شکر و موارد مشابه (نظیر گوی‌های پارافینی) درون محلول پراکنده شده و به سپس مخلوط درون قالبی به شکل داربست مورد نظر، ریخته می‌شود. با گذشت زمان حلال به تدریج تبخیر می‌شود و داربست مورد نظر به همراه ذرات پراکنده باقی می‌ماند. با توجه به نوع ذره به کار رفته از یک مایع برای شستشو و خارج کردن ذرات استفاده می‌شود.
پس از شستشو در جای هر ذره یک حفره به جا می‌ماند. یکی از ویژگیهای مهم این روش سادگی آن و عدم نیاز به تجهیزات مخصوص برای ساخت نمونه است. ابعاد تخلخلها وابسته به ابعاد ذرات پراکنده شده‌است. داربستهای تهیه شده در این روش دارای حفره‌ها و تخلخل‌هایی هستند که با یکدیگر ارتباط دارند و می‌توان تا ۹۰٪ تخلخل در آن‌ها ایجاد نمود. از محدودیت‌های این روش می‌توان به محدودیت ضخامت mm2-5/0، امکان خارج نشدن کامل حلال و تغییر ساختار پروتئین در آینده به دلیل حضور حلال اشاره کرد. دو مشکل اخیر را می‌توان با به‌کارگیری محلولهای آلی برطرف نمود.
روش جدایی فاز با حرارت القایی
این روش در تهیه غشاها نیز کاربرد دارد. پلیمر در یک دمای خاص (معمولاً درجه حرارت بالا) در یک حلال مشخص حل می‌شود، سپس به سرعت محلول سرد می‌گردد. فاز جامد حاصل از انجماد حلال به صورت متوالی تصعید شده و تخلخل ایجاد می‌گردد. ویژگی و ریخت داربست‌های تهیه شده در این روش وابسته به پلیمر، حلال، غلظت محلول و دمای جدایی فاز است. اندازه تخلخل‌ها بین ۱۰ تا ۱۰۰ میکرون است و برای کاشت سلول‌های استخوانی مناسب نیستند. بهبود در خواص فیزیکی و مکانیکی این داربست‌ها نسبت به داربست‌های تهیه شده از روش قالب‌گیری محلولی مشاهده شده‌است.
خشک کردن سرمایشی امولسیونی
در این روش پلیمر در یک حلال آلی به‌طور کامل حل می‌شود و سپس این محلول درون آب ریخته شده و به هم زده می‌شود تا امولسیونی پایدار تشکیل شود. پس از آن امولسیون به سرعت تا دماهای پایین سرد می‌شود، در همان دما حلال و آب جدا شده و تخلخل ایجاد می‌گردد. عدم ارتباط حفره‌ها با یکدیگر، حداکثر درصد تخلخل ۹۰٪ و اندازه تخلخل‌های ۲۰ تا ۲۰۰ میکرون از ویژگی‌های این روش است. معمولاً این روش در ساخت کامپوزیت‌ها کاربرد دارد.
استفاده از عوامل ایجاد کننده پف
این روش برای تولید فوم نیز کاربرد دارد، به صورتی که تخلخل‌ها به وسیله یک عامل ایجادکننده حفره تولید می‌شوند. در یک دما و فشار خاص عامل ایجاد تخلخل تبدیل به گاز می‌شود و درون پلیمر تولید تخلخل می‌کند. در این روش می‌توان به درصد تخلخل ۹۳ رسید ولی حفره‌ها تا ۳۰ درصد با هم ارتباط دارند، در ضمن سطح نمونه‌ها بدون تخلخل است. اندازه تخلخل‌ها حداکثر ۱۰ میکرون است. برای رفع اشکال ارتباط حفره‌ها می‌توان این روش را با روش ذره شویی ادغام کرد.
روش الکتروریسی
در این روش محلول یا مذاب پلیمری از سر سرنگ در یک میدان الکتریکی به سمت یک صفحه و هدف مشخص پرتاب می‌شود. در یک ولتاژ خاص حلال موجود در محلول پلیمری، در مسیر میدان الکتریکی تبخیر شده. الیاف متخلخل به دست می‌آید. در انتها لیف جمع‌آوری می‌شود و سپس به صورت بافته شده می‌توان از آن به عنوان داربست استفاده کرد. از ویژگیهای این روش می‌توان به تولید الیاف در اندازه‌های میکرونی تا نانو اشاره کرد.
روش الگوبرداری سریع
این روش نوینترین و جدیدترین روش برای تولید داربست است. در این روش با استفاده از نرم‌افزار شمایی از داربست مورد نظر گرفته شده و مدلی از آن ذخیره می‌گردد. سپس داربست با شکل و ریخت ذخیره شده ساخته می‌شود. تمامی این موارد با کامپیوتر و نرم‌افزار کنترل می‌گردد. داربستهای تهیه شده به این روش دارای خواص فیزیکی و مکانیکی بسیار عالی هستند ولی درصد تخلخل در این موارد پایین است.

## روش اتصال الیاف (Fiber bonding)
ماتریکس سه بعدی متخلخل را می‌توان با اتصال الیاف پلی مری در نقاط تقاطع آن‌ها، با استفاده از یک پلی مر ثانویه ساخت. به عنوان مثال الیاف پلی گلیکولیک اسید می‌توانند با فروکردن در محلول پلی لاکتیک اسید، خنک کردن و پس از آن حذف پلی لاکتیک اسید، پیوند یابند. در این روش ابتدا الیاف پلی مر تولید شده بعد بر روی همدیگر قرار می‌گیرند و سپس محل تقاطع الیاف به وسیلهٔ پلی مر دومی به یکدیگر متصل می‌شود. با این وجود، مشکلاتی برای این روش در کنترل تخلخل یا انتخاب حلال‌ها وجود دارد. این فرایند ساده است اما پیوند فیزیکی ممکن است در تمام ماتریس‌های پلی گلیکولیک اسید یکنواخت نباشد و فقط در چند نقطه متفاوتی از فیبرهای مجاور تشکیل شود.

## خشک کردن انجمادی (Freeze drying)
روش خشک کردن انجمادی امکان تهیه داربست‌های سه بعدی را با ساختاری متخلخل و حفرات پیوسته می‌دهد. علاوه بر سرعت بالای فرایند، مزیت اصلی این روش این است که نیازی به درجه حرارت بالا یا مرحله شست‌وشو مجزا نمی‌باشد. دمای انجماد، فشار خلاء و مدت زمان، عوامل مهمی هستند که بر تشکیل داربست متخلخل تأثیر می‌گذارند. اندازه منافذ را می‌توان با بهینه‌سازی نرخ انجماد و PH کنترل کرد. نرخ انجماد سریع منافذ کوچکتر را تولید می‌کند.

## اسفنج سازی گازی (Gas foaming)
یک روش مناسب برای ساخت یک ماتریس بسیار متخلخل با ضخامت مطلوب است. این روش مبتنی بر القای تشکیل یک گاز بی اثر مانند CO2 و N2 در یک محلول است. گاز تشکیل شده، مایع را به یک فوم تبدیل می‌کند. فوم با انجماد فاز مایع به وسیله خشک کردن انجمادی، تثبیت می‌شود. روش اسفنج سازی گازی به دلیل قابلیت تخلخل پذیری بالا، بدون به‌کارگیری دمای بالا یا حلال آلی حائز اهمیت است.
از میان روش‌های تولید نانوالیاف، روش الکتروریسی به دلیل سهولت فرایند و امکان کاربرد برای اکثر پلی مرها، سرامیک‌ها و فلزات به عنوان روشی کارآمد برای ساخت نانوالیاف پلی مری در محدوده ۵۰۰–۵ نانومتر به رسمیت شناخته شده‌است. مزیت اصلی فرایند مزبور این است که در مقایسه با بسیاری از روش‌ها، مقرون به صرفه بوده و نانوالیاف تولید شده به روش الکتروریسی معمولاً یکنواخت و پیوسته‌است. نانوالیاف‌ها انتخاب مناسبی برای ایفای نقش ماتریس خارج سلولی طبیعی در شرایط آزمایشگاهی هستند. در سال‌های اخیر نانوالیاف الکتروریسی شده، به دلیل نزدیک بودن ساختار آن‌ها با ساختار فیبری بافت‌های بدن و ماتریس خارج سلولی و همچنین سطح مؤثر بالا برای چسبندگی و رشد سلول‌ها، مورد توجه زیادی قرار گرفته‌اند. مشکل عمده نانوالیاف الکتروریسی شده کاهش نفوذ سلول به علت کاهش اندازه حفرات می‌باشد. میزان قطر حفرات داربست‌های الکتروریسی شده را می‌توان با تنظیم پارامترهای فراینر مزبور کنترل نمود. از آن جا که روش الکتروریسی براساس اعمال نیروی الکترواستاتیکی برسیال پلی مری است، انواع مختلفی از پلی مرها و حلال‌ها می‌توانند برای تشکیل الیاف الکتروریسی استفاده شوند بستگی به کاربرد آن دارد. الکتروریسی ساده‌ترین روش برای تولید نانوالیاف با انواع ساختارها مانند ساختار توخالی یا هسته - پوسته با طول زیاد، قطر یکنواخت و با انواع ترکیبات می‌باشد.
در میان انواع روش‌های تولید داربست‌های مهندسی بافت، الکتروریسی به علت تولید الیاف در مقیاس نانو از پلی مرهای مختلف بسیار مورد توجه قرار گرفته‌است. نانوالیاف حاصل از این روش کاربردهای متعددی در زمینه علوم پزشکی از جمله مهندسی بافت، سامانه‌های رهایش دارو، زخم پوش‌ها و غیره دارد. در هر کاربرد با انتخاب مناسب مواد، کنترل فرایند الکتروریسی و عملیات تکمیلی می‌توان شرایطی را فراهم آورد که نانوالیاف تولیدی، بهترین عملکرد را با توجه به کاربرد مورد نیاز خود داشته باشند.

## روش‌های مونتاژ
یکی از مشکلات مداوم و پایدار در زمینه مهندسی بافت، محدودیت جابه جایی انبوه است. بافت‌های مهندسی شده به‌طور کلی فاقد خونرسانی اولیه هستند، بنابراین به دست آوردن اکسیژن و مواد مغذی کافی برای زنده ماندن، یا عملکرد صحیح، برای هر سلول پیوندی دشوار می‌شود.
خود اجتماعی
روشهای خود-اجتماعی نشان داده‌اند که روشهای امیدوار کننده ای برای مهندسی بافت هستند. روشهای خود مونتاژ این مزیت را دارند که بافتها می‌توانند ماتریکس خارج سلولی خود را توسعه دهند، که منجر به ایجاد بافتی می‌شود که خصوصیات بیوشیمیایی و بیومکانیکی بافت طبیعی را بهتر نشان می‌دهد. غضروف مفصلی مهندسی شده به روش خود-مونتاژی توسط Jerry Hu و Kyriacos A. Athanasiou در سال ۲۰۰۶ معرفی شد و کاربردهای این فرایند منجر به نزدیک شدن استحکام غضروف مهندسی شده به استحکام بافت طبیعی شد. خود مونتاژی یک فناوری برتر برای رشد سلول‌ها در آزمایشگاه است تا به شکل‌های سه بعدی مونتاژ شوند. برای تجزیه بافتها به سلول، ابتدا محققان باید ماتریس خارج سلولی را که به‌طور معمول سلول‌ها را به هم وصل می‌کند به صورت محلول درآورند. پس از جداشدن سلول‌ها، آنها باید ساختارهای پیچیده‌ای را که بافت‌های طبیعی ما را تشکیل می‌دهند، ایجاد کنند.
مونتاژ قالب مبتنی بر مایع
سطح مایع هوا (air-liquid surface) ایجاد شده توسط امواج فارادی به عنوان قالبی برای مونتاژ مواد بیولوژیک برای مهندسی بافت به صورت از پایین به بالا مورد بررسی قرار گرفته‌است. این الگوی مبتنی بر مایع می‌تواند درعرض چند ثانیه به صورت پویا تنظیم شود و مونتاژ روی این قالب به صورت مقیاس پذیر و موازی حاصل شود. مونتاژ هیدروژلها با مقیاس‌های میکرو (microscale hydrogels)، سلولها، مهره‌های میکرو حامل دارای نورون (neuron-seeded micro-carrier beads)، و اسفروئیدها به ساختارهای متقارن و متناوب گوناگون، حیات سلولی خوبی را نشان داده‌اند. تشکیل شبکه عصبی سه بعدی پس از کشت بافت ۱۴ روزه بدست آمد.
ساختن به طریق افزایشی
احتمال دارد چاپ اندام‌ها یا شاید کل موجود زنده با استفاده از تکنیک‌های تولید به وسیلهٔ افزودن، امکان‌پذیر باشد. یک روش نوآورانه جدید در ساخت و ساز از یک مکانیزم جوهر افشان برای چاپ لایه‌های دقیق سلول‌ها در یک ماتریس از جنس ژل حرارت-برگشت-پذیر استفاده می‌کند. سلول‌های اندوتلیال، سلول‌هایی که رگ‌های خونی را فرش می‌کنند، در مجموعه ای از حلقه‌های انباشته چاپ شده‌اند. زمانی که انکوبه شدند، به هم متصل شده و لوله ای را ایجاد کردند.
عرصه مدل‌های سه بعدی و بسیار دقیق سیستم‌های بیولوژیکی توسط پروژه‌ها و فناوری‌های مختلفی آغاز شده‌است از جمله یک روش سریع برای ایجاد بافتها و حتی ارگان‌های کامل که شامل یک پرینتر سه بعدی است که می‌تواند داربست و لایه‌های سلول‌ها را به صورت لایه لایه به صورت یک نمونه بافت عملکردی یا ارگان چاپ کند. این وسیله در گفتگو ی TED با آنتونی آتالا، M.D مدیر مؤسسه پزشکی Wake Forest Institute for Regenerative Medicine و Boyce و رئیس گروه ارولوژی در دانشگاه Wake Forest ارائه شده‌است. که در آن کلیه ای در طول سمینار روی صحنه چاپ می‌شود و سپس به جمعیت ارائه می‌شود.
پیش‌بینی می‌شود این فناوری تولید کبد را در آینده برای پیوند و همین‌طور از لحاظ نظری برای سم‌شناسی و سایر مطالعات بیولوژیکی امکان‌پذیر سازد.
اخیراً پردازش چند فوتونی (MPP) برای آزمایش‌های invivo توسط مهندسی سازه‌های غضروف مصنوعی به کار گرفته شده‌است. یک آزمایش بافت‌شناسی ex vivo نشان داد که هندسه خاص منافذ و رشد دادن سلولهای غضروفی (چو) قبل از پیوند به‌طور معنا داری عملکرد داربست‌های سه بعدی ایجاد شده را بهبود می‌بخشد. زیست سازگاری به دست آمده قابل مقایسه با غشاهای کلاژن تجاری در دسترس بود. نتیجه موفقیت‌آمیز این مطالعه این ایده را پشتیبانی می‌کند که داربستهای ترکیبی دارای میکرو ساختار آلی و معدنی که دارای منافذ شش ضلعی شکل به همراه Cho می‌باشند ممکن است با موفقیت برای مهندسی بافت غضروف اجرا شود.
داربست
در سال ۲۰۱۳، با استفاده از داربست ۳ بعدی ماتریژل در پیکربندی‌های مختلف، ارگانوئیدهای قابل توجهی از لوزالمعده در شرایط آزمایشگاهی تولید شد. خوشه‌هایی واجد تعداد کمی سلول در طی یک هفته به ۴۰٬۰۰۰ سلول تکثیر شدند. خوشه‌ها به سلول‌هایی تبدیل می‌شوند که یا آنزیم‌های هضم کننده یا هورمون‌هایی مانند انسولین را تولید می‌کنند و به ارگانویید لوزالمعده ای شاخه دار شده که شبیه لوزالمعده هستند خود-سازماندهی می‌شوند.
سلول‌ها نسبت به محیط مانند سفتی ژل و تماس با سلول‌های دیگر حساس هستند. سلولهای تکی رشد نمی‌کنند. حداقل چهار سلول مجاور هم برای توسعه ارگانوئید بعدی مورد نیاز بود. تغییرات در ترکیب محیط کشت یا باعث ایجاد اسفروئید تولید شد که عمدتاً از پیش سازهای پانکراسی بودند یا ارگانوئیدهای پیچیده‌ای تشکیل شدند که به‌طور خودبخود تحت مورفوژنز پانکراسی و تمایز قرار می‌گیرند. نگهداری و گسترش پیش سازهای پانکراس نیاز به سیگنالینگ فعال Notch و FGF دارد، و تعامل‌های سیگنالینگ در کنام in vivo را تکرار می‌کند.
این ارگانوئیدها به عنوان ارگانهای کوچک بالقوه برای آزمایش دارو و سلولهای تولیدکننده انسولین یدکی در نظر گرفته می‌شدند.

## کشت بافت
در بسیاری از موارد، ایجاد بافتهای عملکردی و ساختارهای بیولوژیکی در شرایط آزمایشگاهی نیاز به کشت گسترده برای افزایش بقا، رشد و القای عملکرد دارد. به‌طور کلی، نیازهای اساسی سلولها باید در کشت حفظ شوند، که شامل اکسیژن، pH، رطوبت، دما، مواد مغذی و فشار اسمزی است.
کشت‌های مهندسی بافت شده همچنین مشکلات دیگری در حفظ شرایط کشت نشان می‌دهند. در کشت سلولی استاندارد ، انتشار اغلب تنها وسیله انتقال مواد مغذی و متابولیت‌ها است. با این حال، هرچه یک کشت بزرگتر و پیچیده‌تر می‌شود، مثلاً در مورد اندام‌های مهندسی شده و بافت‌های کامل، برای حفظ کشت، مکانیزم‌های دیگری مانند ایجاد شبکه‌های مویرگی درون بافت، نیز باید استفاده شود.
مسئله دیگر در زمینه کشت بافت، استفاده از فاکتورها یا محرکهای مناسب برای القای عملکرد است. در بسیاری از موارد، کشت با نگهداری ساده کافی نیست. گاهی فاکتورهای رشد، هورمون‌ها، متابولیت‌های خاص یا مواد مغذی، محرک‌های شیمیایی و فیزیکی مورد نیاز است. به عنوان مثال، سلولهای خاصی به عنوان بخشی از رشد طبیعی شان به تنش اکسیژنی پاسخ می‌دهند، مانند سلولهای کوندروسیت، که باید با شرایط اکسیژن کم یا هیپوکسی در طی رشد اسکلت سازگار باشند، برخی دیگر، مانند سلول‌های اندوتلیال، به تنش برشی ناشی از جریان سیالات پاسخ می‌دهند، که در رگ‌های خونی مشاهده می‌شود. به نظر می‌رسد محرک‌های مکانیکی مانند پالس‌های فشار برای همه نوع بافت‌های قلبی-عروقی مانند دریچه‌های قلبی، رگ‌های خونی یا پریکارد مفید هستند.